# Tachyporus saudicus
Tachyporus saudicus – gatunek chrząszcza z rodziny kusakowatych i podrodziny skorogonków.
Gatunek ten opisany został w 2013 roku przez Micheala Schülke.
Chrząszcz o ciele długości od 2,7 do 3,4 mm. Głowę ma czarną, poprzeczną, o wypukłych oczach. Czułki brązowawe z żółtymi trzema pierwszymi członami, od czwartego członu gęsto owłosione. Głaszczki są brązowawe. Przedplecze jest żółtawobrązowe z ciemnobrązowym dyskiem, ma po cztery punkty szczecinkowe na każdej krawędzi. Pokrywy są żółtawobrązowe, niekiedy z brązowym znakiem, nierzeźbione, wyposażone w rządki szczecin czuciowych. Barwa odwłoka jest czarna do ciemnobrązowej z żółtawobrązowymi tylnymi krawędziami tergitów. Samiec ma edeagus o długości okołó 0,7 mm, zaopatrzony w zesklerotyzowane struktury w woreczku wewnętrznym.
Owad endemiczny dla Arabii Saudyjskiej, znany tylko z prowincji Al-Baha. Spotykany pod kamieniami na pastwiskach.